# KV37
KV37 (Kings' Valley 37) è la sigla che identifica una delle tombe della Valle dei Re in Egitto; non nota la destinazione.
Visitata nel 1825 da James Burton e nel  1889 da Eugène Lefébure, la KV37 venne scavata da Victor Loret nel 1899 per conto del Servizio delle Antichità.
Si tratta di una tomba molto piccola, forse risalente alla XVIII dinastia destinata ad un re, ma non ci sono evidenze nel senso.
Il ritrovamento, al suo interno, di resti ossei umani, frammenti di una statuetta funeraria in legno con riferimento a Thutmosi IV, trentatré ostraka e frammenti di vasellame con riferimento a Sethy I, ha fatto supporre che sia stata anche usata come laboratorio di restauro o sistemazione di altre tombe viciniori.
Scavi sistematici della KV37 sono previsti nell’ambito del The University of Basel King’s Valley Project (trad. Progetto Valle dei Re dell’Università di Basilea) , ma al 2015 nulla ancora è stato intrapreso nel senso.

### Annotazioni
1. ↑  Le tombe vennero classificate nel 1827, dalla numero 1 alla 22, da John Gardner Wilkinson in ordine geografico. Dalla numero 23 la numerazione segue l’ordine di scoperta.
2. ↑  Eugène Lefébure (1838-1908) egittologo francese.
3. ↑  Il progetto vede la collaborazione, oltre l’Università di Basilea, dell’Università Americana del Cairo –Dipartimento Egittologia- e dell’Università di Zurigo –Centro di medicina evolutiva: progetto mummie egizie-; prevede lo studio e l’analisi di varie tombe della Valle dei re: KV26, KV29, KV30,  KV31,  KV32,  KV33,  KV37,  KV40,  KV59,  KV61 e la recentissima KV64.

### Fonti
1. ↑  Theban Mapping Project
2. ↑  Reeves e Wilkinson (2000), p. 183.
3. ↑   Copia archiviata, su aegyptologie.unibas.ch. URL consultato il 3 febbraio 2017 (archiviato dall'url originale il 14 gennaio 2017).